# Gonepteryx rhamni
La cedronella (Gonepteryx rhamni (Linnaeus, 1758)) è un lepidottero appartenente alla famiglia Pieridae, diffuso in Eurasia.

## Descrizione
La cedronella è una farfalla diurna con un'apertura alare di circa 6 cm. È diffusa in Europa, in Africa settentrionale e in Asia centrosettentrionale; predilige spazi aperti e boschi radi fino a quasi 2000 m di altitudine.
Il dimorfismo sessuale è marcato: i maschi hanno un bel colore giallo limone mentre le femmine sono quasi bianche.

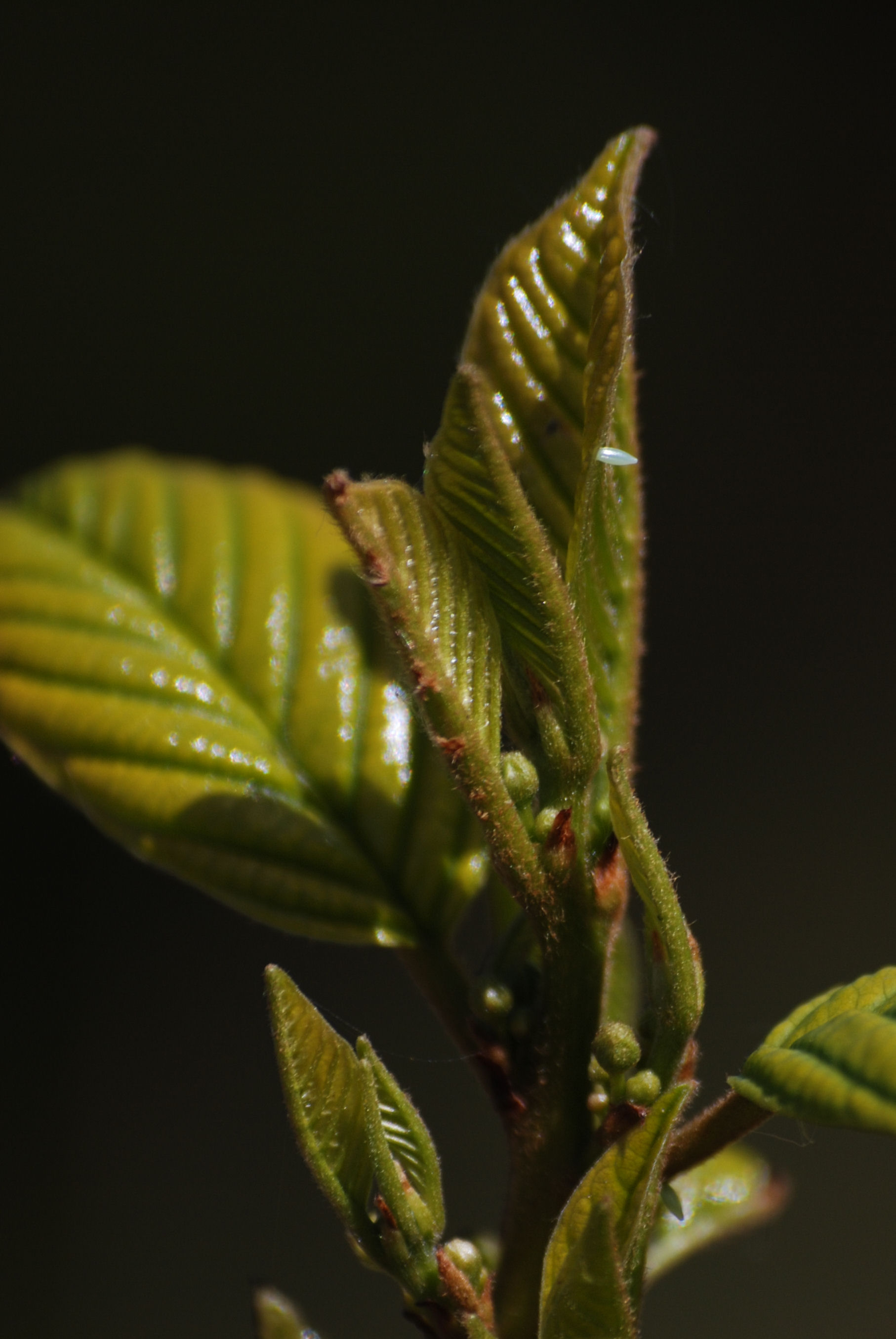
Uova
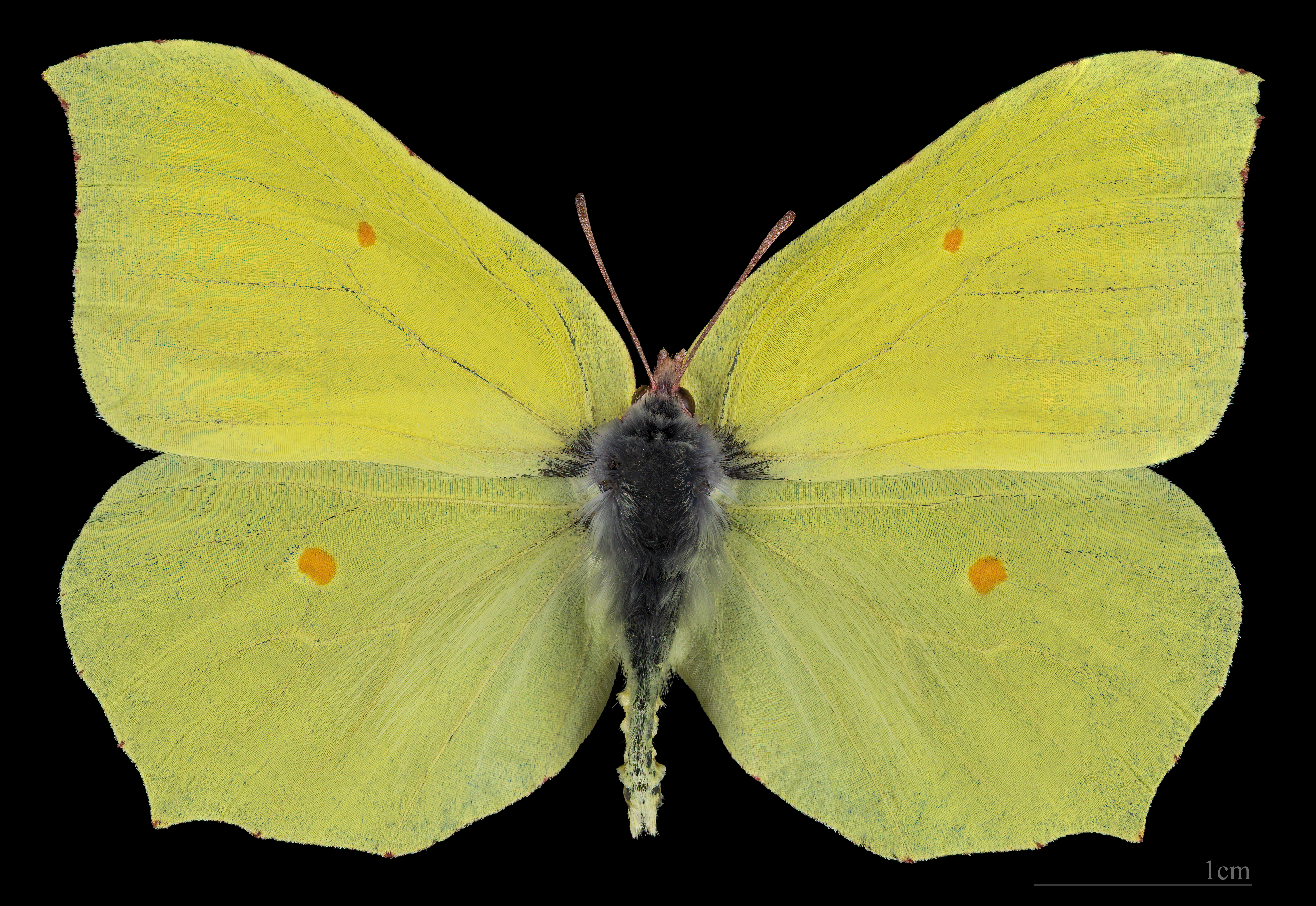
Gonepteryx rhamni ♂
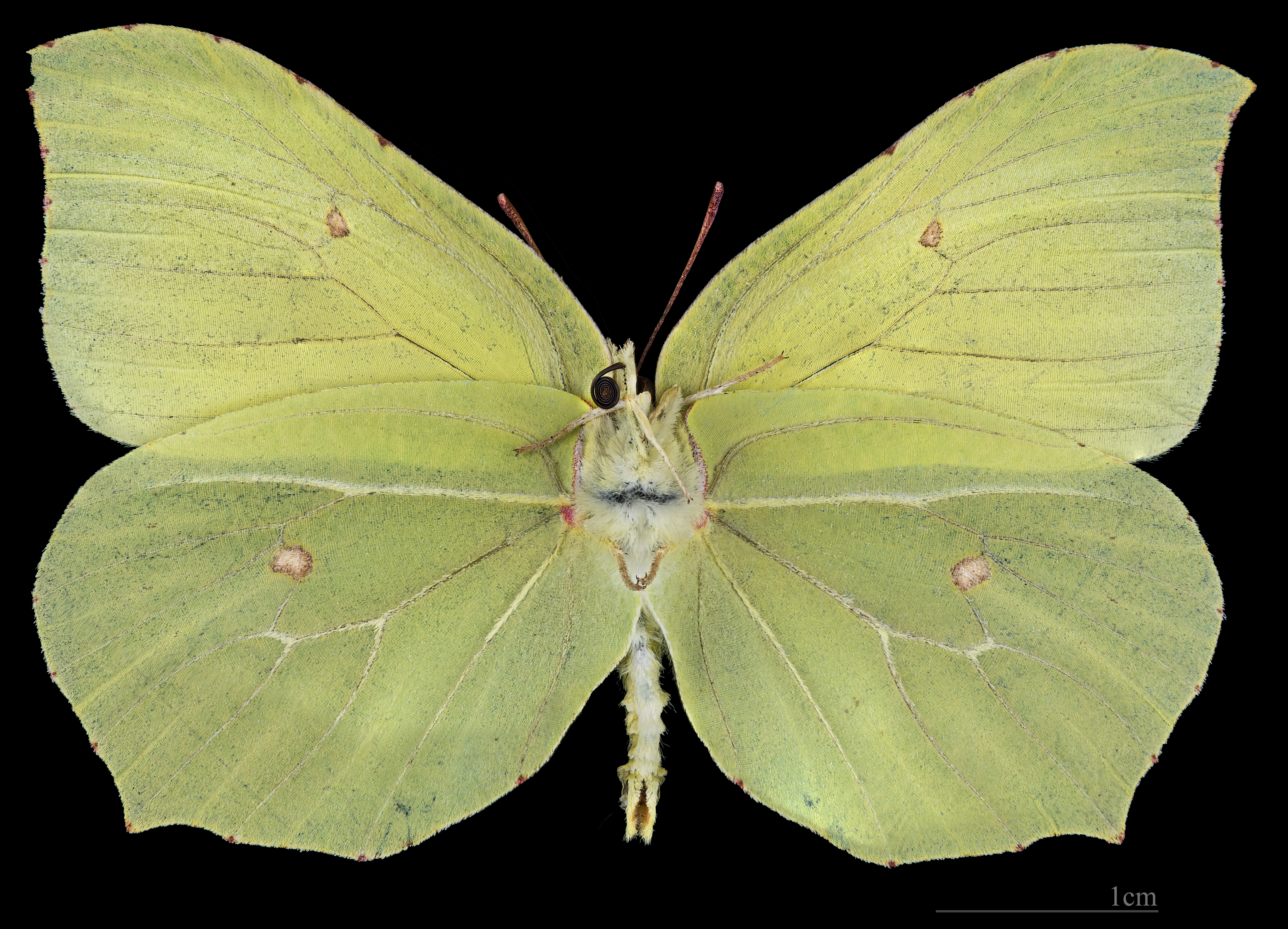
Gonepteryx rhamni ♂  △
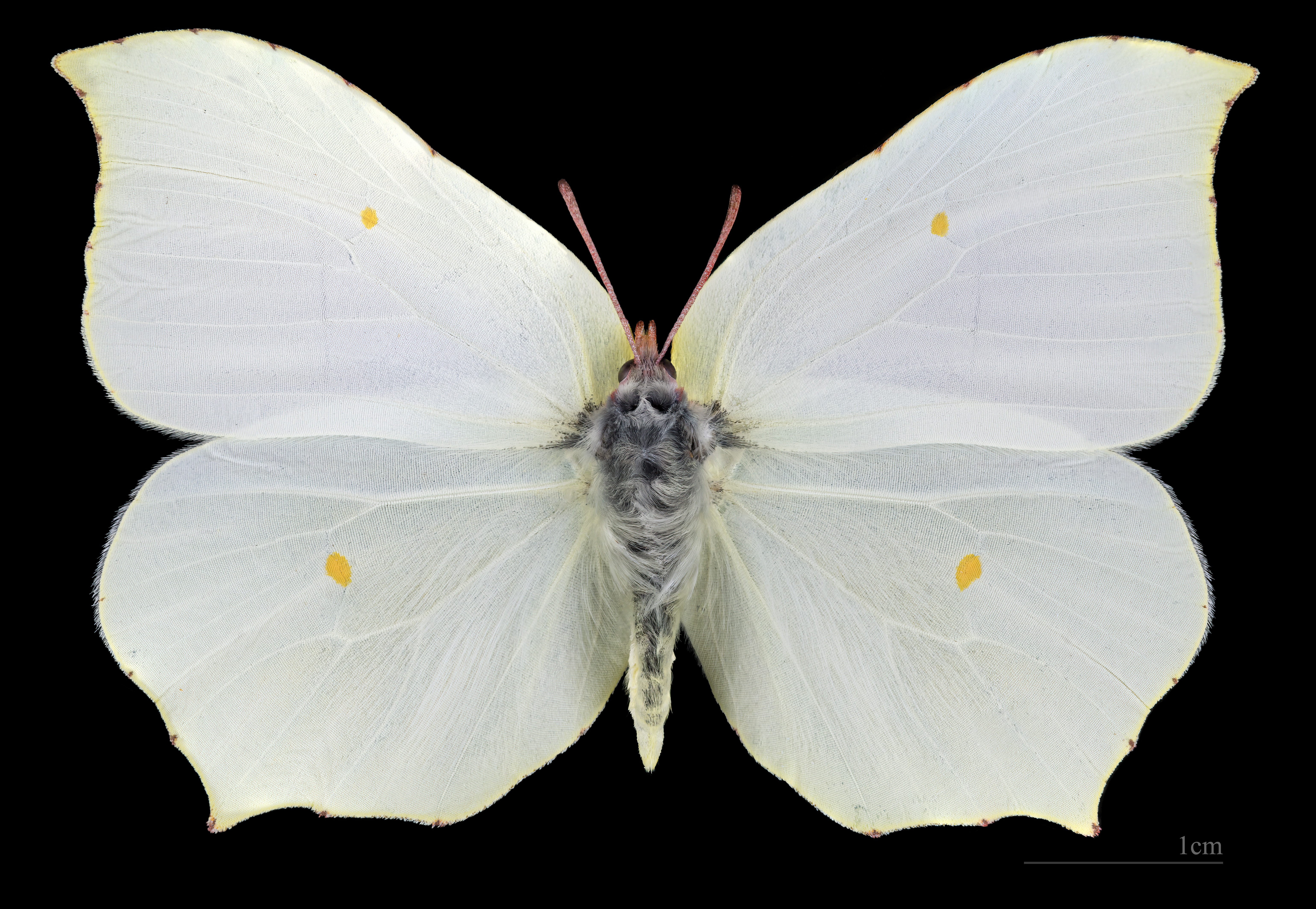
Gonepteryx rhamni ♀
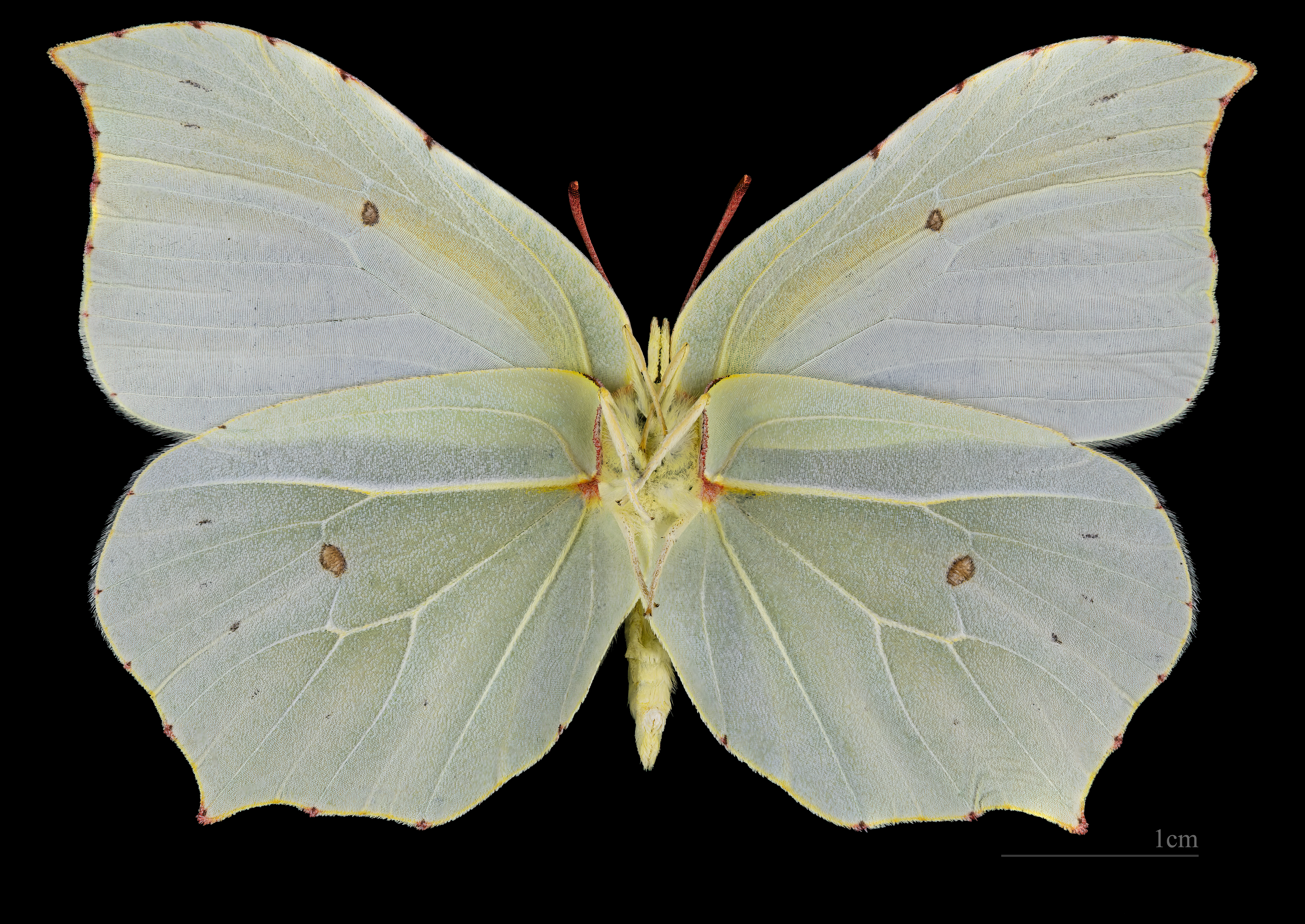
Gonepteryx rhamni ♀ △

## Biologia
È una delle farfalle più precoci in quanto sverna allo stato di adulto, protetta nelle cavità naturali; i primi individui volano già in febbraio.

### Alimentazione
Il bruco si nutre delle foglie di varie specie di Rhamnaceae, tra cui l'alaterno (Rhamnus alaternus),  lo spincervino (Rhamnus catharticus) e la frangola (Rhamnus frangula).